# Bryan Fletcher
Bryan Fletcher (Steamboat Springs, 27 giugno 1986) è un ex sciatore nordico statunitense attivo nella combinata nordica e, sporadicamente, nel salto con gli sci.
È fratello di Taylor, a sua volta sciatore nordico di alto livello.

## Biografia
In Coppa del Mondo di combinata nordica ha esordito il 10 gennaio 2009 in Val di Fiemme (28°) e ha ottenuto la prima vittoria, nonché primo podio, il 10 marzo 2012 a Oslo. La settimana successiva, il 17 marzo, a Planica ha esordito anche in Coppa del Mondo di salto con gli sci (11°).
In carriera, gareggiando nella combinata nordica, ha partecipato a due edizioni dei Giochi olimpici invernali, Soči 2014 (26º nel trampolino normale, 22º nel trampolino lungo, 8º nella gara a squadre) e Pyeongchang 2018 (17º nel trampolino normale, 17º nel trampolino lungo, 10º nella gara a squadre), e a cinque dei Campionati mondiali, vincendo una medaglia.

## Palmarès

### Combinata nordica

#### Mondiali
- 1 medaglia:
  - 1 bronzo (gara a squadre dal trampolino normale a Val di Fiemme 2013)

#### Coppa del Mondo
- Miglior piazzamento in classifica generale: 15º nel 2015
- 2 podi (1 individuale, 1 a squadre):
  - 1 vittoria (individuale)
  - 1 terzo posto (a squadre)

##### Coppa del Mondo - vittorie
| Data          | Località | Nazione  | Trampolino         | Spec.       |
| ------------- | -------- | -------- | ------------------ | ----------- |
| 10 marzo 2012 | Oslo     | Norvegia | Holmenkollen HS134 | IN LH/10 km |

Legenda:

IN = individuale Gundersen

LH = trampolino lungo